# Antena 3
Pour les articles homonymes, voir Antena 3 (homonymie).
Antena 3 est une chaîne de télévision généraliste commerciale privée espagnole appartenant au groupe Atresmedia qui possède les radios Onda Cero, Europa FM et le quotidien gratuit ADN.

## Historique

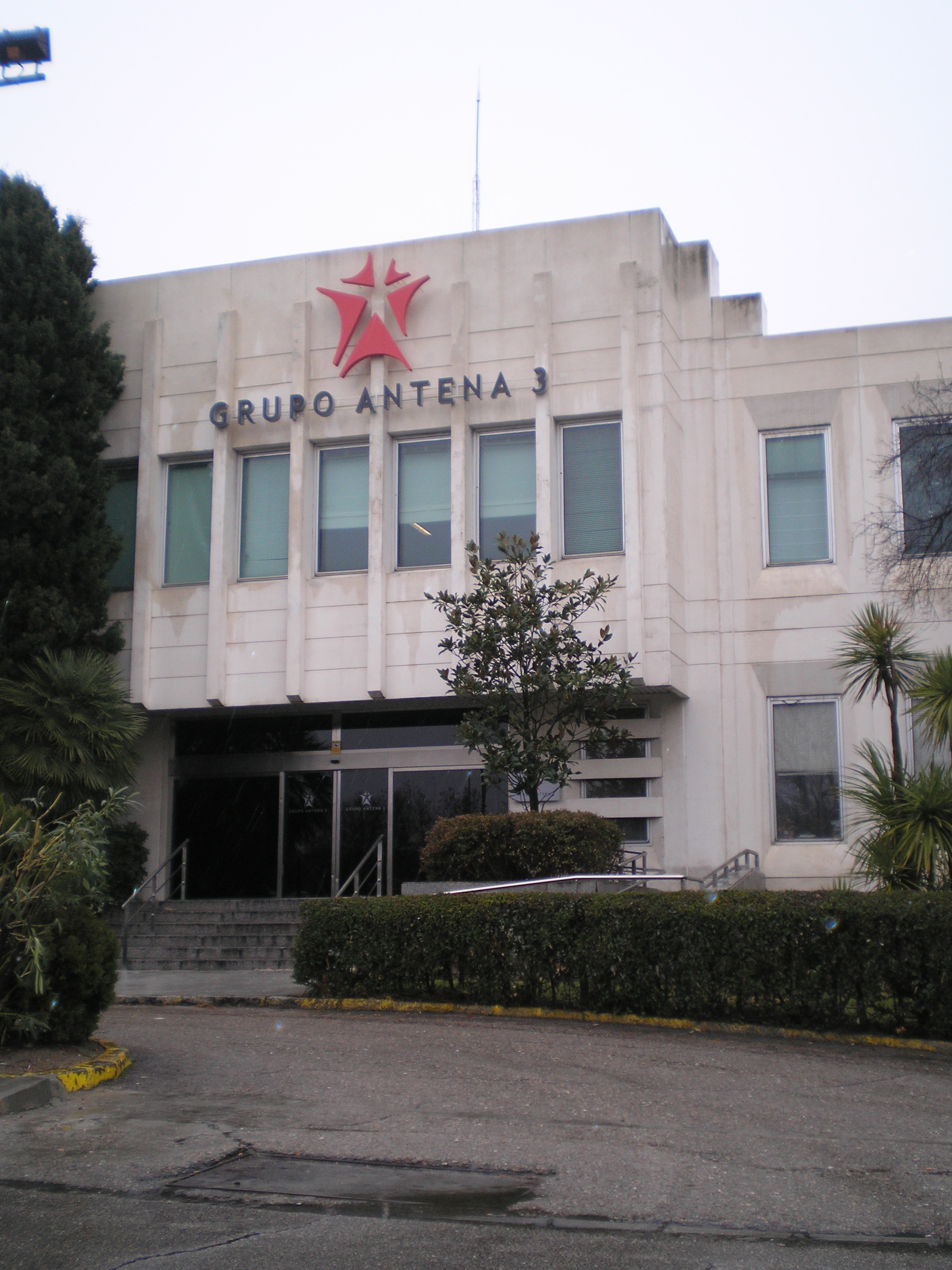
Siège social de Antena 3 à San Sebastián de los Reyes, Madrid

En août 1989, le gouvernement de Felipe González lance la libéralisation de la télévision espagnole, jusqu'alors monopole d’État. Il crée trois nouvelles licences d'émission accordées à Antena 3, Canal+ et Telecinco.
La chaîne commence à émettre en septembre de la même année : elle est alors la première chaîne privée en Espagne. Ses émissions régulières débutent le 25 janvier 1990.
À la suite du lancement de la télévision numérique terrestre (TNT) en Espagne le 30 novembre 2005, chaque chaîne analogique s'est vu attribuer deux nouveaux canaux en plus du sien. Antena 3 Televisión, S.A. a donc lancé trois nouvelles chaînes : Neox destinée au jeune public avec des séries, Nova destinée au public féminin avec des séries et telenovelas et Nitro, destinée aux hommes avec des séries et des émissions sportives.
La version HD d'Antena 3 est disponible depuis le 28 septembre 2010.

### Orientation éditoriale
La chaine est politiquement marquée à droite.
Henri Madelin, rédacteur en chef de la revue Études, observe qu'à partir des années 1990 Antena 3 et Telecinco se sont mises à « imiter les pires errements d’une certaine télévision américaine », diffusant les images de faits divers (« on a pu voir ainsi un renard mis en pièces par des chiens surexcités, un vol de voiture, un homme broyé par un véhicule de course lancé à toute allure, une nageuse dont la cuisse est dévorée par un requin.... ») pour capter l'attention des téléspectateurs.

## Programmes

### Identité visuelle

Logo d'Antena 3 de 1990 à 1992.
Logo d'Antena 3 de 1992 à 2004.
Logo d'Antena 3 de 2004 à 2011.
Logo d'Antena 3 de 2011 à 2017.
Logo d'Antena 3 de 2017 à 2025.
Logo d'Antena 3 depuis 2025.

## Organisation

### Dirigeants
- Président-Directeur général : José Manuel Lara Bosch
- Directeur général : Maurizio Carlotti

### Capital
Antena 3 appartient à 100 % à Antena 3 Televisión, S.A., filiale du groupe Antena 3 détenu par Planeta-De Agostini et dépendant majoritairement du groupe De Agostini, ainsi que par RTL Group (18,6 %) et Telefónica. Le reste des actions est coté à la Bourse de Madrid (IBEX-35) depuis octobre 2003.

## Présentateurs
- Matías Prats
- Susanna Griso
- Jaime Cantizano
- Gloria Serra
- Carlos Sobera
- Roberto Arce
- Lourdes Maldonado
- Monica Carrillo
- Sandra Golpe
- Luis Fraga
- Sandra Daviu
- Karlos Arguiñano

## Audience
Confidentielle à ses débuts, l'audience d'Antena 3 a crû continuellement pour atteindre  20,7 % de part d'audience, dépassant La Primera de TVE. Entre 2009 et 2012, l'audience de la chaîne s'effrite pour atteindre  11 % mais depuis le début de l'année 2013 Antena 3 repasse les 13 % atteignant même les 14,1 % en novembre 2013, soit la chaîne la plus vue à l'heure actuelle en Espagne.
|      | Janvier | Février | Mars  | Avril | Mai    | Juin  | Juillet | Août  | Septembre | Octobre | Novembre | Décembre | Moyenne Annuelle |
| ---- | ------- | ------- | ----- | ----- | ------ | ----- | ------- | ----- | --------- | ------- | -------- | -------- | ---------------- |
| 1990 | 1,2%**  | 2,4%    | 2,6%  | 2,2%  | 2,8%   | 3,7%  | 3,8%    | 4,2%  | 4,8%      | 4,7%    | 6,0%     | 7,1%     | 3,8 %            |
| 1991 | 7,6%    | 8,3%    | 8,8%  | 9,5%  | 9,9%   | 9,5%  | 10,2%   | 11,7% | 11,2%     | 10,8%   | 11,7%    | 11,8%    | 10,1 %           |
| 1992 | -       | -       | -     | -     | 13,7%  | 14,8% | -       | -     | 18,0%     | 17,6%   | 18,6%    | 19,2%    | 14,7 %           |
| 1993 | 17,8%   | 17,9%   | 17,6% | 17,3% | 18,0%  | 18,6% | 21,5%   | 24,5% | 24,5%     | 23,9%   | 25,2%    | 26,8%    | 21,1 %           |
| 1994 | -       | -       | -     | 27,3% | 27,8%* | 26,5% | -       | -     | -         | -       | -        | -        | 25,7 %           |
| 1995 | -       | -       | -     | 27,4% | -      | -     | -       | -     | 25,8%     | 26,9%   | 26,0%    | -        | 26,0 %           |
| 1996 | 25,9%   | 25,6%   | 24,3% | 24,3% | 24,3%  | 25,8% | 24,5%   | 25,0% | 25,8%     | 25,7%   | 24,3%    | 24,1%    | 25,0 %           |
| 1997 | 23,5%   | 22,5%   | 23,6% | 23,3% | 22,4%  | 22,1% | 21,1%   | 22,5% | 23,6%     | 23,0%   | 22,5%    | 22,4%    | 22,7 %           |
| 1998 | 22,6%   | 23,2%   | 23,3% | 23,0% | 23,2%  | 22,7% | 23,9%   | 23,4% | 21,8%     | 21,6%   | 22,2%    | 23,0%    | 22,8 %           |
| 1999 | 22,4%   | 22,4%   | 23,5% | 23,1% | 22,4%  | 22,8% | 23,0%   | 21,0% | 22,3%     | 22,3%   | 23,4%    | 23,8%    | 22,8 %           |
| 2000 | 23,3%   | 22,7%   | 22,3% | 21,6% | 20,0%  | 21,0% | 20,0%   | 21,0% | 21,6%     | 21,1%   | 22,1%    | 21,4%    | 21,5 %           |
| 2001 | 20,9%   | 20,6%   | 20,3% | 19,9% | 19,8%  | 20,3% | 21,1%   | 21,1% | 20,3%     | 20,4%   | 20,5%    | 20,2%    | 20,4 %           |
| 2002 | 20,5%   | 19,8%   | 21,9% | 21,4% | 19,4%  | 22,3% | 19,3%   | 20,6% | 19,6%     | 19,1%   | 19,3%    | 19,3%    | 20,2 %           |
| 2003 | 19,2%   | 20,4%   | 19,6% | 18,8% | 19,0%  | 19,5% | 19,9%   | 20,2% | 19,8%     | 18,7%   | 19,2%    | 19,9%    | 19,5 %           |
| 2004 | 19,7%   | 20,6%   | 19,9% | 19,7% | 20,0%  | 21,7% | 21,1%   | 20,8% | 21,4%     | 22,3%   | 21,4%    | 21,3%    | 20,8 %           |
| 2005 | 21,1%   | 21,3%   | 20,8% | 20,2% | 20,2%  | 20,6% | 21,0%   | 22,0% | 21,5%     | 21,9%   | 21,8%    | 22,7%    | 21,3 %           |
| 2006 | 21,9%   | 21,1%   | 20,3% | 20,6% | 19,9%  | 18,2% | 18,7%   | 18,6% | 18,0%     | 18,3%   | 18,7%    | 18,2%    | 19,4 %           |
| 2007 | 18,2%   | 18,4%   | 18,2% | 17,5% | 17,5%  | 17,4% | 17,6%   | 18,0% | 16,2%     | 16,2%   | 16,9%    | 17,1%    | 17,4 %           |
| 2008 | 16,9%   | 16,8%   | 15,9% | 16,3% | 16,0%  | 14,9% | 16,0%   | 15,6% | 15,8%     | 15,8%   | 16,4%    | 16,1%    | 16,0 %           |
| 2009 | 15,5%   | 15,3%   | 15,2% | 15,3% | 15,2%  | 15,0% | 15,4%   | 14,8% | 13,8%     | 13,8%   | 13,8%    | 13,7%    | 14,8 %           |
| 2010 | 12,8%   | 12,6%   | 12,2% | 11,5% | 11,9%  | 11,6% | 11,2%   | 11,0% | 10,9%     | 11,4%   | 11,3%    | 11,6%    | 11,7 %           |
| 2011 | 11,6%   | 11,3%   | 11,3% | 11,1% | 10,6%  | 11,0% | 10,7%   | 11,3% | 11,9%     | 12,1%   | 12,8%    | 12,4%    | 11,5 %           |
| 2012 | 12,4%   | 12,2%   | 12,4% | 12,2% | 12,0%  | 11,8% | 12,5%   | 11,1% | 12,7%     | 13,1%   | 13,9%    | 12,8%    | 12,4 %           |
| 2013 | 13,6%   | 13,2%   | 13,1% | 13,0% | 13,0%  | 12,9% | 13,0%   | 12,6% | 13,5%     | 13,6 %  | 14,1 %   | 14,5%    | 13,4 %           |
| 2014 | 14,1%   | 14,0%   | 14,2% | 13,0% | 13,7%  | 13,1% | 13,2%   | 13,5% | 13,6%     | 13,7%   | 13,6%    | 13,3%    | 13,6%            |
| 2015 | 13,8%   | 13,2%   | 13,4% | 13,9% | 13,0%  | 13,1% |         |       |           |         |          |          |                  |

Légende :
** Minimum historique
* Maximum historique
Fond vert : meilleur score mensuel de l'année.
Fond rouge : moins bon score mensuel de l'année.

## Séries
- La casa de papel
- Un, dos, tres
- Fariña
- Physique ou Chimie
- El Internado
- Pasión de gavilanes

## Scandale des fausses photos de victimes à Gdim Izig
Le 12 juillet 2012, Antena 3 a été condamnée à verser 215 000 euros à la famille Rachidi pour avoir utilisé des photos de victimes d'un quadruple homicide à Casablanca comme illustration de supposées violences policières à Gdim Izig (Laayoune) au Sahara occidental.
Le tribunal de première instance de Bruxelles a estimé que la chaine avait utilisé ces photos d'un fait divers de manière répétée et de mauvaise foi pour soutenir une cause politique.
La famille Rachidi a déclaré qu'elle attend toujours des « excuses officielles ».

## Annexe